# Ladenburg
Ladenburg település Németországban, azon belül Baden-Württembergben. Lakosainak száma 12 704 fő (2023. december 31.).

## Népesség
A település népessége az elmúlt években az alábbi módon változott:
| Lakosok száma | 8425 | 8280 | 10 600 | 11 440 | 11 429 | 11 912 | 11 582 | 11 428 | 11 506 | 12 704 |
|               | 1961 | 1967 | 1974   | 1980   | 1987   | 1993   | 2000   | 2006   | 2013   | 2023   |